# Katastrofa lotu Korean Air 858
Katastrofa lotu Korean Air 858 wydarzyła się 29 listopada 1987 podczas przelotu nad morzem Andamańskim w rejonie Birmy. Samolot Boeing 707 rozbił się w wyniku eksplozji bomby umieszczonej w kabinie pasażerskiej przez dwóch agentów z Korei Północnej na zlecenie rządu północnokoreańskiego. Samolot podczas swojej trasy z Bagdadu do Seulu miał zaplanowane dwa międzylądowania, pierwsze w Abu Zabi, a drugie w Bangkoku. Podczas pierwszego postoju na pokładzie samolotu została umieszczona bomba.

## Przygotowanie do ataku
W dniu 12 listopada 1987 dwoje północnokoreańskich agentów wyleciało z Pjongjangu, stolicy Korei Północnej, do Moskwy. Z Moskwy udali się do Budapesztu, gdzie spędzili jeden dzień. 18 listopada agenci udali się samochodem do Wiednia. Na granicy austriackiej pokazali fałszywe japońskie paszporty. Udawali japońskich turystów. Następnie zakupili bilety na samolot z Wiednia do Belgradu, a następnie do Abu Zabi. Agenci zakupili również bilety z Abu Zabi do Rzymu, gdzie mieli się udać po zainstalowaniu bomby w samolocie należącym do linii Korean Air. 29 listopada agenci czekali na samolot Korean Air 858 na lotnisku w Bagdadzie. Samolot wystartował około godziny 23:30. Podczas lotu między Bagdadem a Abu Zabi agenci umieścili bombę nad miejscami 7B i 7C. Po wylądowaniu w Abu Zabi agenci opuścili pokład maszyny obsługującej lot 858.

## Przebieg lotu
Samolot po starcie z Bagdadu o 23:30 najpierw wylądował na lotnisku w Abu Zabi. Po pierwszym międzylądowaniu samolot udał się w dalszą drogę do Bangkoku. Podczas drugiego odcinka lotu w samolocie znajdowało się 104 pasażerów i 11 członków załogi. Podczas dolotu do wybrzeży Birmy około 14:05 czasu koreańskiego, ładunki wybuchowe umieszczone w kabinie pasażerskiej zostały zdetonowane przez zapalnik czasowy. W wyniku eksplozji zginęło 115 osób, wszyscy, którzy znajdowali się na pokładzie. Wśród pasażerów był m.in. dyplomata Korei Południowej z ambasady w Bagdadzie wraz z żoną. Szczątków samolotu, ani czarnych skrzynek nigdy nie wydobyto z morza.

## Po zamachu
Po zamachu zamachowcy chcieli polecieć z Abu Zabi do Ammanu, jednak nie mieli odpowiednich wiz. Zmuszeni byli udać się do Bahrajnu, jednak na lotnisku w Bahrajnie fałszywe paszporty zostały wykryte przez kontrolę bezpieczeństwa.